# 患難 (小說)
患難（英語：Troubles）是雅各·法瑞爾1970年写的小說, 講述一個從第一次世界大戰中回國的愛爾蘭陸軍少校, 希望可以與一個女人結婚，但她一直迴避他 – 不過他仍留在她的旅館裏等待著。
患難譯自Troubles, 是1919年一群愛爾蘭暴徒為了愛爾蘭的獨立而四處攻擊任何與英國有關的東西和商店，有時，連有英國血統的一般平民都受他們攻擊。
本書的前言是由約翰·班維爾所編寫，他同樣是愛爾蘭著名作家。